# Wt (Web Toolkit)
Wt (pronunciato "Witty") è un framework per applicazioni web open source scritto in C++.

## Caratteristiche
Con Wt è possibile sviluppare complete applicazioni AJAX (FastCGI o standalone) in C++. L'API è ispirata a quella dei toolkit grafici, Wt in particolare ha somiglianze con Qt.
Wt è sotto una doppia licenza, una per scopi commerciali e la GNU General Public License (GPL).